# Coppa del mondo di atletica leggera 1992
La sesta edizione della Coppa del mondo di atletica leggera si disputò dall'8 al 10 settembre 1992 allo Stadio Panamericano dell'Avana, a Cuba.
Per la prima e - finora - unica volta nella sua storia, la manifestazione si svolse nello stesso anno dei Giochi olimpici estivi, cinque settimane dopo le gare di Barcellona.
La selezione africana giunse al primo posto nella classifica maschile, mentre la competizione femminile vide il successo della Comunità degli Stati Indipendenti. Per entrambe le squadre si trattò della prima vittoria in Coppa del mondo, dato che nemmeno l'Unione Sovietica era mai riuscita a primeggiare nelle edizioni precedenti.

## Risultati

### 100 m
| Pos. | Sq. | Atleta           | Ris.  |
| ---- | --- | ---------------- | ----- |
| 1    | GBR | Linford Christie | 10.21 |
| 2    | AFR | Olapade Adeniken | 10.26 |
| 3    | EUR | Calvin Smith     | 10.33 |
| 4    | AME | Robson da Silva  | 10.34 |
| 5    | ASI | Talal Mansoor    | 10.36 |
| 6    | OCE | Shane Naylor     | 10.50 |
| 7    | EUN | Andrey Fedoriv   | 10.67 |
| 8    | EUR | Giorgio Marras   | 10.48 |

| Pos. | Sq. | Atleta                 | Ris.  |
| ---- | --- | ---------------------- | ----- |
| 1    | EUN | Natalya Voronova       | 11.33 |
| 2    | AME | Liliana Allen          | 11.34 |
| 3    | ASI | Tian Yumei             | 11.44 |
| 4    | OCE | Melinda Gainsford      | 11.53 |
| 5    | AFR | Christy Opara-Thompson | 11.71 |
| 6    | USA | Sheila Echols          | 11.72 |
| 7    | GER | Sabine Günther         | 11.74 |
| 8    | EUR | Sisko Hanhijoki        | 11.76 |

### 200 m
| Pos. | Sq. | Atleta           | Ris.  |
| ---- | --- | ---------------- | ----- |
| 1    | AME | Robson da Silva  | 20.56 |
| 2    | GBR | Linford Christie | 20.72 |
| 3    | USA | Jeff Williams    | 20.75 |
| 4    | AFR | Oluyemi Kayode   | 20.77 |
| 5    | EUR | Patrick Stevens  | 20.81 |
| 6    | ASI | Zhao Cunlin      | 20.92 |
| 7    | EUN | Edvin Ivanov     | 21.39 |
| 8    | OCE | Chad Stephenson  | 21.49 |

| Pos. | Sq. | Atleta                 | Ris.  |
| ---- | --- | ---------------------- | ----- |
| 1    | EUR | Marie-José Pérec       | 23.07 |
| 2    | EUN | Natalya Voronova       | 23.24 |
| 3    | ASI | Chen Zhaojing          | 23.27 |
| 4    | OCE | Melinda Gainsford      | 23.46 |
| 5    | USA | Dyan Webber            | 23.60 |
| 6    | GER | Sabine Günther         | 23.69 |
| 7    | AFR | Christy Opara-Thompson | 24.49 |
|      |     | -                      | -     |

### 400 m
| Pos. | Sq. | Atleta             | Ris.  |
| ---- | --- | ------------------ | ----- |
| 1    | AFR | Sunday Bada        | 44.99 |
| 2    | GBR | Mark Richardson    | 45.86 |
| 3    | USA | Chip Jenkins       | 46.10 |
| 4    | ASI | Ibrahim Ismail     | 46.48 |
| 5    | EUR | Slobodan Branković | 46.87 |
| 6    | OCE | Michael Joubert    | 47.24 |
| 7    | EUN | Dmitriy Klinger    | 47.36 |
| 8    | AME | Troy Douglas       | 47.73 |

| Pos. | Sq. | Atleta              | Ris.  |
| ---- | --- | ------------------- | ----- |
| 1    | USA | Jearl Miles         | 50.64 |
| 2    | AME | Charmaine Crooks    | 51.54 |
| 3    | EUN | Lyudmila Dzhigalova | 52.47 |
| 4    | OCE | Kylie Hanigan       | 52.93 |
| 5    | EUR | Elsa Devassoigne    | 53.40 |
| 6    | GER | Anja Rücker         | 53.81 |
| 7    | AFR | Omotayo Akinremi    | 53.84 |
| 8    | ASI | Shiny Wilson        | 55.04 |

### 800 m
| Pos. | Sq. | Atleta              | Ris.    |
| ---- | --- | ------------------- | ------- |
| 1    | GBR | David Sharpe        | 1:46.06 |
| 2    | AFR | William Tanui       | 1:46.14 |
| 3    | EUR | Andrea Benvenuti    | 1:46.53 |
| 4    | AME | José Luíz Barbosa   | 1:47.66 |
| 5    | ASI | Lee Jin-Il          | 1:47.85 |
| 6    | EUN | Anatoliy Makarevich | 1:47.88 |
| 7    | OCE | Dean Kenneally      | 1:48.32 |
| 8    | USA | Terril Davis        | 1:48.50 |

| Pos. | Sq. | Atleta                 | Ris.    |
| ---- | --- | ---------------------- | ------- |
| 1    | AFR | Maria de Lurdes Mutola | 2:00.47 |
| 2    | USA | Joetta Clark           | 2:01.60 |
| 3    | EUN | Yelena Afanasyeva      | 2:02.19 |
| 4    | EUR | Ella Kovacs            | 2:03.07 |
| 5    | GER | Gaby Lesch             | 2:03.66 |
| 6    | OCE | Sandra Dawson          | 2:04.73 |
| 7    | ASI | Cao Chunying           | 2:19.70 |
|      | AME | Charmaine Crooks       | DNS     |

### 1500 m
| Pos. | Sq. | Atleta            | Ris.    |
| ---- | --- | ----------------- | ------- |
| 1    | ASI | Mohammed Suleiman | 3:38.37 |
| 2    | AFR | Jonah Birir       | 3:40.25 |
| 3    | GBR | Simon Fairbrother | 3:40.30 |
| 4    | EUR | Fermín Cacho      | 3:42.78 |
| 5    | EUN | Andrey Loginov    | 3:43.46 |
| 6    | AME | Edgar de Oliveira | 3:45.97 |
| 7    | OCE | Darren Abbott     | 3:48.56 |
| 8    | USA | Charles Marsala   | 3:58.51 |

| Pos. | Sq. | Atleta                       | Ris.    |
| ---- | --- | ---------------------------- | ------- |
| 1    | EUN | Yekaterina Podkopayeva       | 4:17.60 |
| 2    | EUR | Malgorzata Rydz              | 4:18.16 |
| 3    | USA | Alisa Hill                   | 4:18.41 |
| 4    | GER | Kristina da Fonseca-Wollheim | 4:20.39 |
| 5    | AFR | Gwen Griffiths               | 4:21.51 |
| 6    | OCE | Elizabeth Miller             | 4:24.48 |
| 7    | ASI | Junko Kataoka                | 4:25.40 |
|      | AME | Letitia Vriesde              | DNS     |

### 5000 m / 3000 m
| Pos. | Sq. | Atleta              | Ris.     |
| ---- | --- | ------------------- | -------- |
| 1    | AFR | Fita Bayissa        | 13:41.23 |
| 2    | AME | Arturo Barrios      | 13:50.95 |
| 3    | USA | James Farmer        | 14:02.90 |
| 4    | EUR | Abel Antón          | 14:11.48 |
| 5    | ASI | Wang Helin          | 14:13.68 |
| 6    | OCE | Phillip Clode       | 14:14.27 |
| 7    | GBR | John Mayock         | 14:16.95 |
| 8    | EUN | Vyacheslav Shabunin | 14:28.74 |

| Pos. | Sq. | Atleta              | Ris.    |
| ---- | --- | ------------------- | ------- |
| 1    | AFR | Derartu Tulu        | 9:05.89 |
| 2    | EUN | Vera Chuvashova     | 9:08.30 |
| 3    | EUR | Margareta Kerszeg   | 9:09.03 |
| 4    | USA | Joan Nesbit         | 9:12.09 |
| 5    | GER | Claudia Borgschulze | 9:13.87 |
| 6    | ASI | Zhong Huandi        | 9:14.55 |
| 7    | AME | Sonia Betancourt    | 9:34.14 |
| 8    | OCE | Nicole Robinson     | 9:44.88 |

### 10000 m
| Pos. | Sq. | Atleta              | Ris.     |
| ---- | --- | ------------------- | -------- |
| 1    | AFR | Addis Abebe         | 28:44.38 |
| 2    | EUR | Antonio Serrano     | 28:54.38 |
| 3    | EUN | Mikhail Dashko      | 29:00.26 |
| 4    | GBR | Ian Hamer           | 29:14.05 |
| 5    | AME | Armando Quintanilla | 29:21.04 |
| 6    | ASI | Sakae Osaki         | 30:05.09 |
| 7    | OCE | Shaun Creighton     | 30:20.00 |
| 8    | USA | Peter Sherry        | 30.38.57 |

| Pos. | Sq. | Atleta             | Ris.     |
| ---- | --- | ------------------ | -------- |
| 1    | AFR | Derartu Tulu       | 33:38.97 |
| 2    | EUR | Christien Toonstra | 33:46.19 |
| 3    | ASI | Zhong Huandi       | 33:53.09 |
| 4    | EUN | Yelena Zhupiyeva   | 33:59.99 |
| 5    | USA | Anne-Marie Letko   | 34:14.18 |
| 6    | GER | Monika Schäfer     | 34:35.60 |
| 7    | AME | María Luisa Servin | 34:55.33 |
| 8    | OCE | Raewyn O'Donnell   | 35:25.46 |

### 3000 m siepi
| \| Pos. \| Sq. \| Atleta \| Ris. \| \| ---- \| --- \| ------------------ \| ------- \| \| 1 \| AFR \| Philip Barkutwo \| 8:26.81 \| \| 2 \| EUR \| William Van Dijck \| 8:32.06 \| \| 3 \| OCE \| Shaun Creighton \| 8:33.79 \| \| 4 \| ASI \| Hamid Sadjadi \| 8:44.85 \| \| 5 \| EUN \| Vladimir Pronin \| 8:45.35 \| \| 6 \| AME \| Ricardo Vera \| 8:58.80 \| \| 7 \| USA \| Dan Nelson \| 9:03.27 \| \| \| AME \| Clodoaldo do Carmo \| DNF \| |     |                    |         |
| Pos. | Sq. | Atleta             | Ris.    |
| 1 | AFR | Philip Barkutwo    | 8:26.81 |
| 2 | EUR | William Van Dijck  | 8:32.06 |
| 3 | OCE | Shaun Creighton    | 8:33.79 |
| 4 | ASI | Hamid Sadjadi      | 8:44.85 |
| 5 | EUN | Vladimir Pronin    | 8:45.35 |
| 6 | AME | Ricardo Vera       | 8:58.80 |
| 7 | USA | Dan Nelson         | 9:03.27 |
| | AME | Clodoaldo do Carmo | DNF     |

### 110/100 m ostacoli
| Pos. | Sq. | Atleta            | Ris.  |
| ---- | --- | ----------------- | ----- |
| 1    | GBR | Colin Jackson     | 13.07 |
| 2    | EUN | Sergey Usov       | 13.55 |
| 3    | AME | Emilio Valle      | 13.69 |
| 4    | USA | John Owens        | 13.76 |
| 5    | OCE | Kyle Vander-Kuyp  | 13.83 |
| 6    | EUR | Claes Albihn      | 14.12 |
| 7    | AFR | Marcellin Dally   | 14.39 |
| 8    | ASI | Kazuhiko Yamazaki | 14.83 |

| Pos. | Sq. | Atleta          | Ris.  |
| ---- | --- | --------------- | ----- |
| 1    | AME | Aliuska López   | 13.06 |
| 2    | EUR | Anne Piquereau  | 13.13 |
| 3    | GER | Gabriele Roth   | 13.34 |
| 4    | ASI | Zhang Yu        | 13.35 |
| 5    | USA | Kim McKenzie    | 13.36 |
| 6    | AFR | Ime Akpan       | 13.57 |
| 7    | OCE | Jayne Moyes     | 13.83 |
| 8    | EUN | Yelena Politika | 14.14 |

### 400 m ostacoli
| Pos. | Sq. | Atleta            | Ris.  |
| ---- | --- | ----------------- | ----- |
| 1    | AFR | Samuel Matete     | 48.88 |
| 2    | GBR | Jonathan Ridgeon  | 49.01 |
| 3    | EUR | Stéphane Diagana  | 49.34 |
| 4    | ASI | Kazuhiko Yamazaki | 50.13 |
| 5    | EUN | Oleg Tverdokhleb  | 51.13 |
| 6    | OCE | Manesh Pillay     | 51.33 |
| 7    | USA | Nat Page          | 51.77 |
|      |     | -                 | -     |

| Pos. | Sq. | Atleta                | Ris.  |
| ---- | --- | --------------------- | ----- |
| 1    | USA | Sandra Farmer-Patrick | 55.38 |
| 2    | EUR | Gowry Retchakan       | 55.66 |
| 3    | EUN | Margarita Ponomaryova | 56.46 |
| 4    | GER | Linda Kisabaka        | 57.50 |
| 5    | ASI | Zhang Weimin          | 57.66 |
| 6    | AFR | Nezha Bidouane        | 58.30 |
| 7    | OCE | Leisa Bruce           | 60.07 |
|      | AME | Rosey Edeh            | DNS   |

### Salto in alto
| Pos. | Sq. | Atleta           | Ris. |
| ---- | --- | ---------------- | ---- |
| 1    | EUN | Yuriy Sergiyenko | 2.29 |
| 2    | AME | Javier Sotomayor | 2.26 |
| 3    | GBR | Brendan Reilly   | 2.26 |
| 4    | ASI | Lee Jin-taek     | 2.23 |
| 5    | USA | Tony Barton      | 2.20 |
| 6    | AFR | Othmane Belfaa   | 2.15 |
| 7    | EUR | Gustavo Becker   | 2.15 |
| 8    | OCE | Michael Hawkey   | 2.15 |

| Pos. | Sq. | Atleta           | Ris. |
| ---- | --- | ---------------- | ---- |
| 1    | AME | Ioamnet Quintero | 1.94 |
| 2    | EUR | Alina Astafei    | 1.91 |
| 3    | AFR | Lucienne N'Da    | 1.88 |
| 4    | GER | Birgit Kähler    | 1.85 |
| 5    | EUN | Yelena Gribanova | 1.85 |
| 6    | USA | Amber Welter     | 1.75 |
| 6    | OCE | Donna Robertson  | 1.75 |
| 6    | ASI | Megumi Sato      | 1.75 |

### Salto con l'asta
| \| Pos. \| Sq. \| Atleta \| Ris. \| \| ---- \| --- \| --------------- \| ---- \| \| 1 \| EUN \| Igor Potapovič \| 5.60 \| \| 2 \| EUR \| Philippe Collet \| 5.40 \| \| 3 \| AFR \| Okkert Britts \| 5.30 \| \| 4 \| ASI \| Hideyuki Takei \| 5.30 \| \| \| OCE \| Simon Arkell \| NH \| \| \| AME \| Simon Díaz \| NH \| \| \| USA \| Kory Tarpenning \| NH \| \| \| GBR \| Neil Winter \| NH \| |     |                 |      |
| Pos. | Sq. | Atleta          | Ris. |
| 1 | EUN | Igor Potapovič  | 5.60 |
| 2 | EUR | Philippe Collet | 5.40 |
| 3 | AFR | Okkert Britts   | 5.30 |
| 4 | ASI | Hideyuki Takei  | 5.30 |
| | OCE | Simon Arkell    | NH   |
| | AME | Simon Díaz      | NH   |
| | USA | Kory Tarpenning | NH   |
| | GBR | Neil Winter     | NH   |

### Salto in lungo
| Pos. | Sq. | Atleta                  | Ris. |
| ---- | --- | ----------------------- | ---- |
| 1    | AME | Iván Pedroso            | 7.97 |
| 2    | USA | Gordon McKee            | 7.89 |
| 3    | ASI | Zunrong Chen            | 7.84 |
| 4    | GBR | Mark Forsythe           | 7.81 |
| 5    | EUR | Konstandinos Koukodimos | 7.71 |
| 6    | AFR | Ayo Aladefa             | 7.53 |
| 7    | OCE | Jonathon Moyle          | 7.38 |
| 8    | EUN | Robert Ėmmijan          | 7.27 |

| Pos. | Sq. | Atleta                 | Ris.     |
| ---- | --- | ---------------------- | -------- |
| 1    | GER | Heike Drechsler        | 7.16     |
| 2    | EUN | Yelena Senchukova      | 6.85     |
| 3    | EUR | Lyudmila Ninova        | 6.59     |
| 4    | USA | Sharon Couch           | 6.52     |
| 5    | AME | Flora Hyacinth         | 6.43 (w) |
| 6    | AFR | Stella Emefesi         | 6.06     |
| 7    | OCE | Leanne Stapylton-Smith | 5.81     |
| 8    | ASI | Shuzen Liu             | 4.78     |

### Salto triplo
| Pos. | Sq. | Atleta              | Ris.  |
| ---- | --- | ------------------- | ----- |
| 1    | GBR | Jonathan Edwards    | 17.34 |
| 2    | AME | Frank Rutherford    | 17.06 |
| 3    | AFR | Toussaint Rabenala  | 17.03 |
| 4    | EUR | Marls Bruzhiks      | 17.01 |
| 5    | EUN | Aleksandr Kovalenko | 16.85 |
| 6    | USA | Ray Kimble          | 16.35 |
| 7    | OCE | Andrew Murphy       | 15.86 |
| 8    | ASI | Chen Yanping        | 15.68 |

| Pos. | Sq. | Atleta                 | Ris.  |
| ---- | --- | ---------------------- | ----- |
| 1    | ASI | Li Huirong             | 13.88 |
| 2    | EUN | Galina Chistyakova     | 13.67 |
| 3    | AME | Eloina Hechavarría     | 13.45 |
| 4    | USA | Sheila Hudson          | 13.38 |
| 5    | EUR | Šárka Kašpárková       | 13.31 |
| 6    | GER | Helga Radtke           | 13.26 |
| 7    | OCE | Leanne Stapylton-Smith | 12.51 |
| 8    | AFR | Sonia Agbessi          | 11.74 |

### Getto del peso
| Pos. | Sq. | Atleta           | Ris.  |
| ---- | --- | ---------------- | ----- |
| 1    | USA | Mike Stulce      | 21.34 |
| 2    | EUN | Sergey Nikolayev | 19.16 |
| 3    | EUR | Werner Günthör   | 19.75 |
| 4    | AME | Gert Weil        | 19.05 |
| 5    | GBR | Paul Edwards     | 18.61 |
| 6    | ASI | Ma Yongfeng      | 18.56 |
| 7    | AFR | Chima Ugwu       | 18.51 |
| 8    | OCE | Courtney Ireland | 17.63 |

| Pos. | Sq. | Atleta             | Ris.  |
| ---- | --- | ------------------ | ----- |
| 1    | AME | Belsis Laza        | 19.19 |
| 2    | EUN | Marina Antonyuk    | 17.98 |
| 3    | GER | Kathrin Neimke     | 17.97 |
| 4    | USA | Connie Price-Smith | 17.82 |
| 5    | EUR | Mihaela Oana       | 16.45 |
| 6    | ASI | Min Chunfeng       | 16.40 |
| 7    | AFR | Fouzia Fatihi      | 14.87 |
| 8    | OCE | Chris King         | 14.48 |

### Lancio del disco
| Pos. | Sq. | Atleta             | Ris.  |
| ---- | --- | ------------------ | ----- |
| 1    | USA | Anthony Washington | 64.86 |
| 2    | AME | Roberto Moya       | 63.66 |
| 3    | ASI | Yu Wenge           | 63.06 |
| 4    | EUR | Romas Ubartas      | 61.52 |
| 5    | AFR | Adewale Olukoju    | 59.42 |
| 6    | EUN | Dmitriy Kovtsun    | 58.46 |
| 7    | OCE | John Hancy         | 55.94 |
| 8    | GBR | Glen Smith         | 53.76 |

| Pos. | Sq. | Atleta               | Ris.  |
| ---- | --- | -------------------- | ----- |
| 1    | AME | Maritza Martén       | 69.30 |
| 2    | GER | Ilke Wyludda         | 67.90 |
| 3    | ASI | Min Chunfeng         | 63.38 |
| 4    | EUN | Larisa Korotkevich   | 62.86 |
| 5    | EUR | Manuela Tirneci      | 57.92 |
| 6    | AFR | Nanette van der Walt | 56.50 |
| 7    | USA | Connie Price-Smith   | 53.12 |
| 8    | OCE | Elizabeth Ryan       | 48.36 |

### Lancio del martello
| \| Pos. \| Sq. \| Atleta \| Ris. \| \| ---- \| --- \| --------------- \| ----- \| \| 1 \| EUR \| Tibor Gécsek \| 80.44 \| \| 2 \| EUN \| Igor Nikulin \| 78.28 \| \| 3 \| USA \| Lance Deal \| 77.08 \| \| 4 \| ASI \| Bi Zhong \| 75.30 \| \| 5 \| AME \| Andrés Charadia \| 71.62 \| \| 6 \| GBR \| Paul Head \| 70.32 \| \| 7 \| AFR \| Hakim Toumi \| 68.14 \| \| 8 \| OCE \| Phillip Spivey \| 66.68 \| |     |                 |       |
| Pos. | Sq. | Atleta          | Ris.  |
| 1 | EUR | Tibor Gécsek    | 80.44 |
| 2 | EUN | Igor Nikulin    | 78.28 |
| 3 | USA | Lance Deal      | 77.08 |
| 4 | ASI | Bi Zhong        | 75.30 |
| 5 | AME | Andrés Charadia | 71.62 |
| 6 | GBR | Paul Head       | 70.32 |
| 7 | AFR | Hakim Toumi     | 68.14 |
| 8 | OCE | Phillip Spivey  | 66.68 |

### Lancio del giavellotto
| Pos. | Sq. | Atleta               | Ris.  |
| ---- | --- | -------------------- | ----- |
| 1    | EUR | Jan Železný          | 88.26 |
| 2    | AFR | Tom Petranoff        | 79.90 |
| 3    | EUN | Uladzimir Sasimovič  | 78.40 |
| 4    | USA | Tom Pukstys          | 77.76 |
| 5    | GBR | Mike Hill            | 76.84 |
| 6    | ASI | Zhang Uantaao        | 75.42 |
| 7    | OCE | John Stapylton-Smith | 70.00 |
| 8    | USA | Steve Feraday        | 68.76 |

| Pos. | Sq. | Atleta               | Ris.  |
| ---- | --- | -------------------- | ----- |
| 1    | EUR | Tessa Sanderson      | 61.86 |
| 2    | EUN | Irina Kostyuchenkova | 58.10 |
| 3    | AME | Dulce García         | 58.08 |
| 4    | ASI | Demei Xu             | 57.80 |
| 5    | USA | Donna Mayhew         | 57.30 |
| 6    | GER | Steffi Nerius        | 56.24 |
| 7    | OCE | Sue Howland          | 55.82 |
| 8    | AFR | Seraphine Nyauma     | 48.58 |

### Staffetta 4 x 100
| Pos. | Sq. | Atleta | Ris.  |
| ---- | --- | ------ | ----- |
| 1    | USA |        | 38.48 |
| 2    | AME |        | 38.51 |
| 3    | AFR |        | 39.08 |
| 4    | GBR |        | 39.40 |
| 5    | EUN |        | 39.57 |
| 6    | OCE |        | 39.63 |
| 7    | EUR |        | 39.67 |
| 8    | ASI |        | 39.89 |

| Pos. | Sq. | Atleta | Ris.  |
| ---- | --- | ------ | ----- |
| 1    | ASI |        | 43.63 |
| 2    | EUR |        | 44.02 |
| 3    | AFR |        | 44.21 |
| 4    | AME |        | 44.52 |
| 5    | EUN |        | 44.55 |
| 6    | GER |        | 44.63 |
| 7    | USA |        | 45.03 |
|      | OCE |        | DSQ   |

### Staffetta 4 x 400
| Pos. | Sq. | Atleta | Ris.    |
| ---- | --- | ------ | ------- |
| 1    | AFR |        | 3:02.14 |
| 2    | AME |        | 3:02.95 |
| 3    | GBR |        | 3:03.95 |
| 4    | USA |        | 3:03.80 |
| 5    | EUR |        | 3:04.53 |
| 6    | ASI |        | 3:05.30 |
| 7    | OCE |        | 3:07.22 |
| 8    | EUN |        | 3:10.38 |

| Pos. | Sq. | Atleta | Ris.    |
| ---- | --- | ------ | ------- |
| 1    | AME |        | 3:29.73 |
| 2    | EUN |        | 3:30.43 |
| 3    | AFR |        | 3:31.90 |
| 4    | USA |        | 3:33.43 |
| 5    | GER |        | 3:34.33 |
| 6    | OCE |        | 3:34.48 |
| 7    | EUR |        | 3:36.48 |
| 8    | ASI |        | 3:41.94 |

## Classifiche
| Pos. | Squadra                           | Punti |
| ---- | --------------------------------- | ----- |
| 1    | Africa                            | 115   |
| 2    | Regno Unito                       | 103   |
| 3    | Europa                            | 99    |
| 4    | Americhe                          | 92    |
| 5    | Stati Uniti                       | 90    |
| 6    | Comunità degli Stati Indipendenti | 84    |
| 7    | Asia                              | 90    |
| 8    | Oceania                           | 45    |

| Pos. | Squadra                           | Punti |
| ---- | --------------------------------- | ----- |
| 1    | Comunità degli Stati Indipendenti | 102   |
| 2    | Europa                            | 94    |
| 3    | Americhe                          | 79    |
| 3    | Stati Uniti                       | 79    |
| 5    | Germania                          | 74    |
| 6    | Africa                            | 70    |
| 7    | Asia                              | 69    |
| 8    | Oceania                           | 40    |